# Cinnamomum borneense
Cinnamomum borneense är en lagerväxtart som beskrevs av Friedrich Anton Wilhelm Miquel. Cinnamomum borneense ingår i släktet Cinnamomum och familjen lagerväxter. Inga underarter finns listade i Catalogue of Life.